# هاتسیکاوان
هاتسیکاوان (به ارمنی: Հացիկավան) یک روستا در ارمنستان است که در استان شیراک واقع شده‌است. هاتسیکاوان در  کیلومتری شمال گیومری، مرکز استان شیراک واقع شده است.

## خصوصیات
هاتسیکاوان  ۶۳ نفر جمعیت دارد و در ارتفاع  متر بالاتر از سطح دریا قرار گرفته است.

## نگارخانه

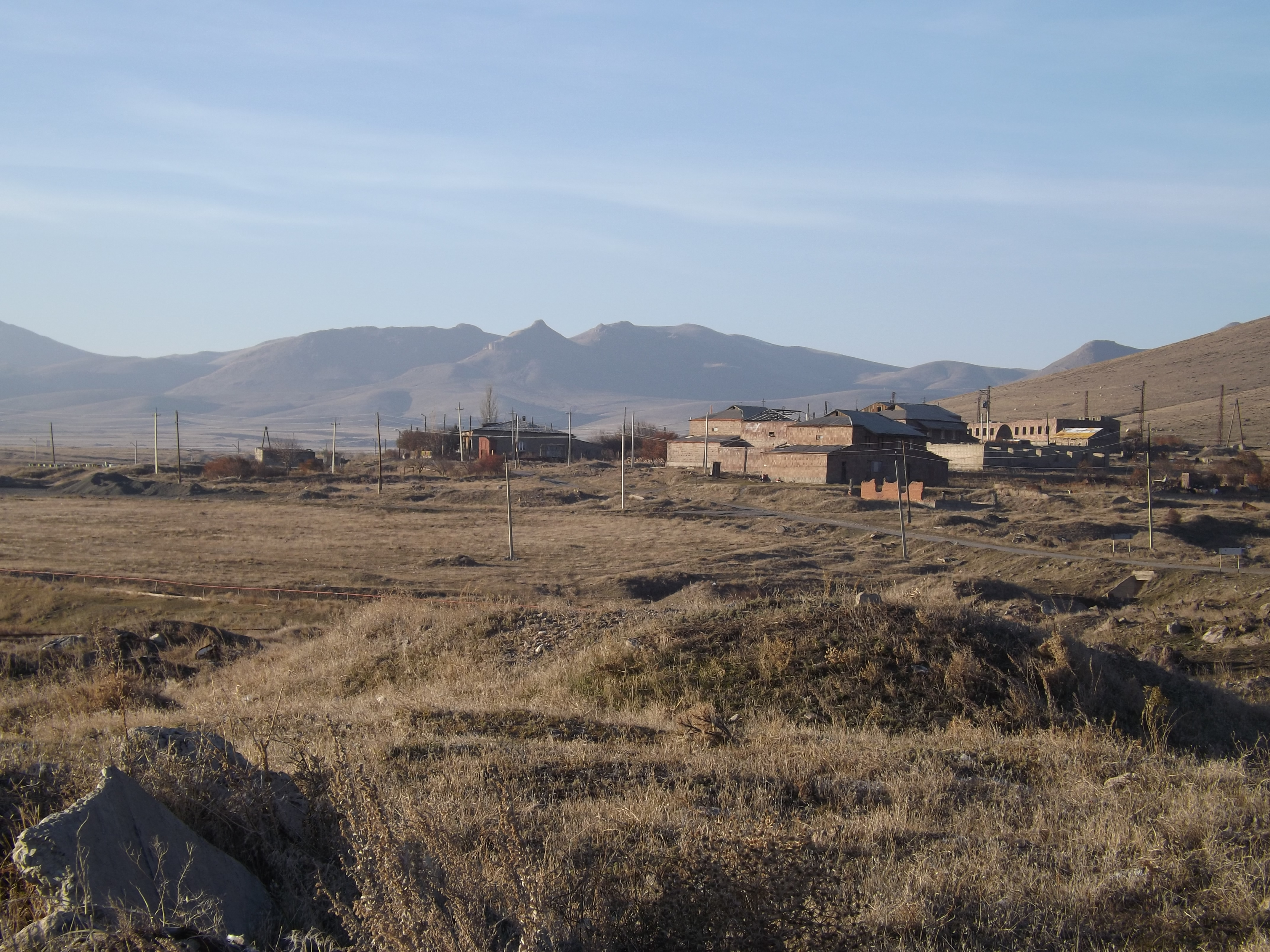